# Serbski Sokoł
Der Verein Serbski Sokoł (deutsch: Sorbischer Falke) ist der Dachverband der sorbischen Sportvereine, die sich mit den Zielen der slawischen Sokol-Bewegung verbunden  fühlen. Im Zentrum steht die Förderung des Breitensports. Neben den kooperativen Mitgliedern gehören dem Verband auch zahlreiche Einzelpersonen an. Der 1993 gegründete sorbische Sportbund knüpft an die Traditionen des zu Zeiten der Weimarer Republik bestehenden Serbski Sokoł an. 
Der Verband veranstaltet heute Sportfeste und Turniere in verschiedenen Mannschaftssportarten und organisiert die Teilnahme an internationalen Sokol-Treffen. Es wird eine Zeitschrift, die Sokołske listy, herausgegeben.

## Geschichte
Die erste sorbische Sokoł-Einheit (sorb. jednota) wurde 1920 in Bautzen gegründet. Vorbild war die tschechoslowakische Sokol-Bewegung. In Panschwitz-Kuckau fand 1924 das erste Verbandstreffen des Serbski Sokoł statt. Bis 1931 kamen fast jährlich weitere Einheiten in anderen Orten des sorbischen Siedlungsgebiets hinzu. Erster Vorsitzender des Lausitzer Sokoł war der Publizist Jan Skala. Ziel der Vereinigung war es, sorbische Kinder, Jugendliche und Erwachsene für die sportliche Betätigung zu gewinnen und auch zur Stärkung des Nationalbewusstseins beizutragen. Schon in den 1920er Jahren nahmen sorbische Sportler auch an allslawischen Sokol-Treffen in der Tschechoslowakei und in Jugoslawien teil.
Teile der katholischen Geistlichkeit hatten Vorbehalte gegenüber dem Serbski Sokoł, vor allem weil beim Sport Sorben beider Konfessionen in intensiven Kontakt kamen und weil man den tschechoslowakischen Bruderverband als kirchenfeindlich einschätzte. Deshalb wurde der Serbski Sokoł 1930 in zwei nach Konfessionen getrennte Sokoł-Verbände geteilt. 
1933 löst sich der Serbski Sokoł auf; ein Verbot durch die nationalsozialistische Regierung war bereits vorbereitet. Die Wiederbelebung des nationalen Sportbunds nach dem Zweiten Weltkrieg gelang nicht. Auch die DDR-Regierung erlaubte nach 1949 keine Neugründung.
Nach der Wiederbegründung im Jahr 1993 nahmen 100 sorbische Sportler 1994 am 12. Allsokol-Treffen in Prag teil. 1996 trat der Serbski Sokoł dem Dachverband sorbischer Vereine Domowina bei. Er hat seinen Sitz im Haus der Sorben am Postplatz in Bautzen.